# Olympische Sommerspiele 1964/Teilnehmer (Nigeria)
Nigeria nahm an den Olympischen Sommerspielen 1964 in Tokio mit 18 Athleten teil. Erstmals gewann das Land eine olympische Medaille. Das Land erreichte im Medaillenspiegel Platz 35. Insgesamt nahmen 16 männliche und 2 weibliche Athleten in den Sportarten Leichtathletik und Boxen teil. Der jüngste Athlet war 19 und der älteste 33.
| Gelbes Symbol für Goldmedaillen mit stilisierten Olympischen Ringen | Graues Symbol für Silbermedaillen mit stilisierten Olympischen Ringen | Braundes Symbol für Bronzemedaillen mit stilisierten Olympischen Ringen |
| ------------------------------------------------------------------- | --------------------------------------------------------------------- | ----------------------------------------------------------------------- |
| -                                                                   | -                                                                     | 1                                                                       |

## Medaillenliste

### Bronze
- Nojim Mayegun Boxen Männer Halbmittelgewicht[2]

## Teilnehmerliste
| Name               | Geschlecht | Alter | Sport          |
| ------------------ | ---------- | ----- | -------------- |
| Nojim Maiyegun     | Männlich   | 23    | Boxen          |
| Clarice Ahanotu    | Weiblich   | 25    | Leichtathletik |
| Edward Akika       | Männlich   | 23    | Leichtathletik |
| Sonny Ba Akpata    | Männlich   | 27    | Leichtathletik |
| Sikuru Alimi       | Männlich   | 22    | Boxen          |
| Abdul Karim Amu    | Männlich   | 30    | Leichtathletik |
| Anthony Andeh      | Männlich   | 19    | Boxen          |
| Sydney Asiodu      | Männlich   | 20    | Leichtathletik |
| David Ejoke        | Männlich   | 24    | Leichtathletik |
| Folu Erinle        | Männlich   | 24    | Leichtathletik |
| Samuel Igun        | Männlich   | 26    | Leichtathletik |
| George Ogan        | Männlich   | 26    | Leichtathletik |
| Christian Ohiri    | Männlich   | 26    | Leichtathletik |
| Amelia Okoli       | Weiblich   | 23    | Leichtathletik |
| Lawrence Okoroafor | Männlich   | 25    | Leichtathletik |
| Jimmy Omagbemi     | Männlich   | 33    | Leichtathletik |
| Wariboko West      | Männlich   | 22    | Leichtathletik |
| Karimu Young       | Männlich   | 22    | Boxen          |